# Alexandre-Joseph-Alexis de Bruyère de Chalabre
Pour les articles homonymes, voir Bruyère (homonymie) et Chalabre (homonymie).
Alexandre-Joseph-Alexis de Bruyères de Chalabre, appelé l'abbé de Bruyères, né le 16 juillet 1735 à La Pomarède et mort le 22 novembre 1796 à Barcelone, est un prélat français du XVIIIe siècle.

## Biographie

### Famille
Alexandre-Joseph-Alexis de Bruyères de Chalabre est fils de Jean-Émeric II de Bruyères, baron de Chalabre, et de Marie de Saint-Étienne de Caraman, dame de La Pomarède. Son frère Louis-Henri de Bruyère de Chalabre est évêque de Saint-Pons-de-Thomières.  

### Carrière ecclésiastique
Alexandre de Bruyère avait des sympathies jansénistes. Il fut premier aumônier du comte d'Artois, vicaire général de Lyon et abbé de l'abbaye de l'Absie, quand il devint le dernier évêque de Saint-Omer en 1778. L'évêché fut supprimé en 1796. 
En 1789-1790, il fut abbé commendataire de l'abbaye de Saint-Riquier en Picardie.